# Patsy Maegerman
Patsy Maegerman (Aalst, 11 de juliol de 1972) va ser una ciclista belga que va combinar la carretera amb el ciclisme en pista. Va aconseguir una medalla al Campionat del Món en Ruta de 1994, per darrere de la noruega Monica Valvik.

## Palmarès en pista
- 1992
  -  Campiona de Bèlgica en Velocitat
  -  Campiona de Bèlgica en Puntuació
- 1993
  -  Campiona de Bèlgica en Òmnium
  -  Campiona de Bèlgica en 500 metres

### Resultats a laCopa del Món en pista
- 1993
  - 1r a Hyères, en Scratch